# هزمن گلس
هزمن گلس (به انگلیسی: Herman Glass) ژیمناست زادهٔ ۱۵ اکتبر ۱۸۸۰ میلادی اهل کشور ایالات متحده آمریکا بود.